# Selim Yaşar
Selim Yaşar, född den 20 februari 1990 i Ingusjien, är en turkisk brottare.
Han tog OS-silver i lätt tungvikt i samband med de olympiska tävlingarna i brottning 2016 i Rio de Janeiro.